# 小行星5616
小行星5616（英語：5616 Vogtland）是一颗围绕太阳公转的小行星。1987年9月29日，佛蒙特·伯根在陶腾堡发现了此天体。
这颗小行星的绝对星等为28.74363等。